# FlexFuel

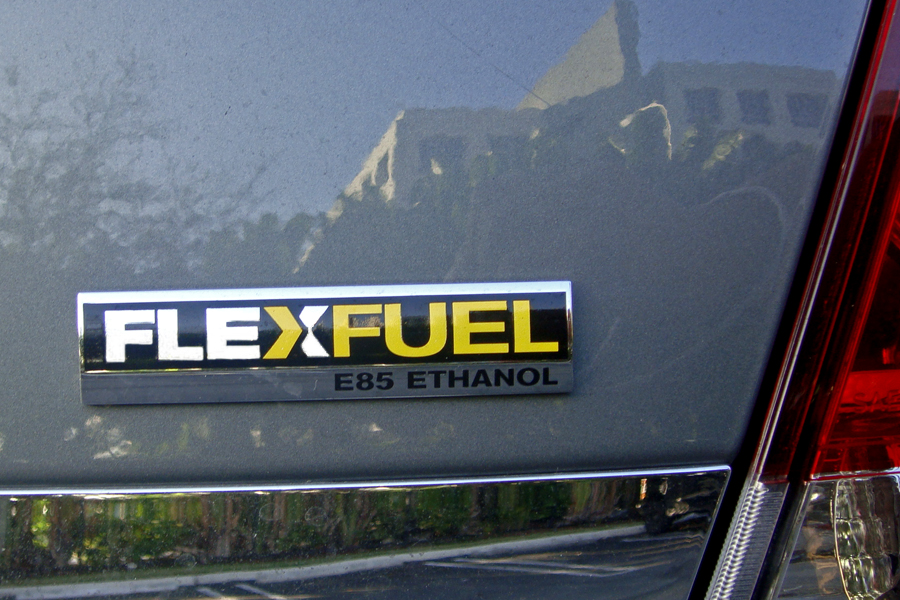
Emblema en un vehículo General Motors de 2008 en Miami

FlexFuel es la denominación comercial adoptada por Fiat Group Automobiles para un sistema desarrollado en 2003 por Magneti Marelli que permite utilizar simultáneamente como combustible para automóviles gasolina, etanol o la mezcla de ambos combustibles en cualquier proporción. El sistema permite la reducción de entre un 50% y un 70% de gases de efecto invernadero. Actualmente el 99% de la producción de vehículos Fiat para el mercado brasileño cuenta con tecnología FlexFuel lo que ha convertido a Fiat en el líder mundial en este tipo de motores.

## Historia

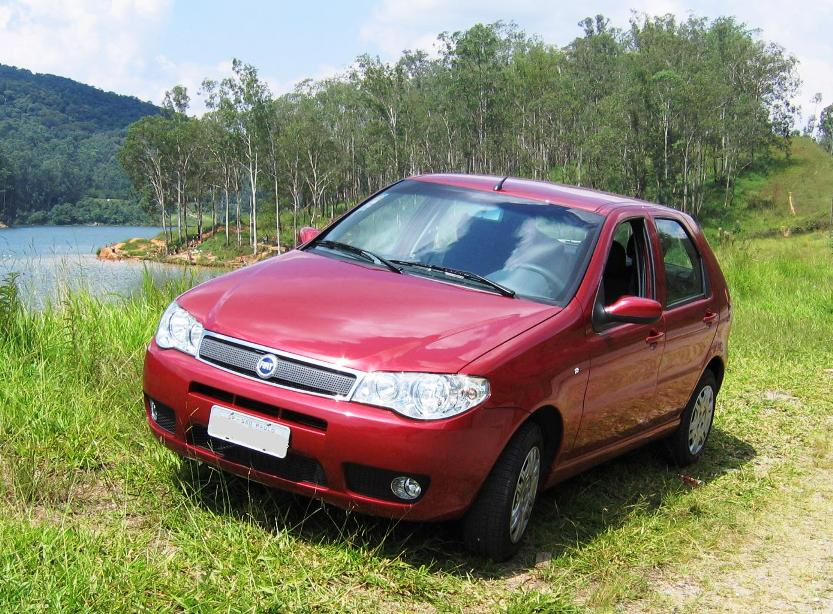
Fiat Palio con tecnología FlexFuel comercializado en Brasil.

En julio de 1979 se presentó en Brasil el Fiat 147 etanol, el primer automóvil del mundo movido enteramente por ese combustible. En 2003 Fiat perfecciona el concepto al lanzar la nueva tecnología FlexFuel que permitir el uso indistinto de gasolina, etanol o la mezcla de ambos en cualquier proporción aportando una mayor versatilidad de uso. El sistema fue desarrollado por Magneti Marelli, filial de componentes de Fiat S.p.A., tras una inversión de 1.8 millones $. En 2006 se presenta TetraFuel, sistema basado en Flexfuel que añade la posibilidad de alimentar el motor con GNC. En julio de 2009 un Fiat Linea se convertía en la unidad 2.500.000 fabricadas con tecnología FlexFuel y en abril de 2013 un Fiat Strada Adventure alcanzaba la cifra de 5.000.000. Posteriormente, en julio de 2013, se presentaba el Fiat 500 MultiAir Flex, el primer automóvil con sistema MultiAir y tecnología FlexFuel.

## Automóviles
| Automóvil              | Inicio gama FlexFuel | Fin gama Flexfuel | FIRE 1.0  | FIRE 1.3  | FIRE 1.4        | FIRE 1.4 MultiAir | E.torQ 1.6 | E.torQ 1.8 | 1.8       | 1.9       |
| ---------------------- | -------------------- | ----------------- | --------- | --------- | --------------- | ----------------- | ---------- | ---------- | --------- | --------- |
| 500 (2007)             | 2011                 |                   |           |           | 2011-           | 2013-             |            |            |           |           |
| Bravo (2007)           | 2011                 |                   |           |           |                 |                   |            | 2011-      |           |           |
| Doblò                  | 2009                 |                   |           |           | 2009-           |                   |            | 2011-      | 2005-2010 |           |
| Fiorino (1988)         | 2007                 | 2013              |           | 2007-2013 |                 |                   |            |            |           |           |
| Fiorino (2013)         | 2013                 |                   |           |           | 2013-           |                   |            |            |           |           |
| Grand Siena            | 2012                 |                   |           |           | 2012-           |                   | 2013-      |            |           |           |
| Idea                   | 2006                 |                   |           |           | 2006-           |                   | 2011-      | 2011-      | 2006-2010 |           |
| Linea                  | 2009                 |                   |           |           |                 |                   |            | 2011-      |           | 2009-2010 |
| Mille                  | 2005                 | 2013              | 2005-2013 |           |                 |                   |            |            |           |           |
| Mille Cargo            | 2008                 | 2013              |           | 2008-2013 |                 |                   |            |            |           |           |
| Palio                  | 2003                 |                   | 2005-     | 2003-2005 | 2005-2010       |                   |            |            | 2006-2010 |           |
| Palio Weekend          | 2004                 |                   |           |           | 2004-2004 2006- |                   | 2011-      | 2011-      | 2004-2010 |           |
| Palio (2011)           | 2011                 |                   | 2012-     |           | 2011-           |                   | 2011-      |            |           |           |
| Grande Punto Punto EVO | 2008                 |                   |           |           | 2008-           |                   | 2011-      | 2011-      | 2008-2010 |           |
| Siena                  | 2005                 |                   | 2005-     | 2005-2005 | 2005-           |                   | 2011-      |            | 2005-2010 |           |
| Stilo                  | 2006                 | 2010              |           |           |                 |                   |            |            | 2006-2010 |           |
| Strada                 | 2005                 |                   |           |           | 2005-           |                   | 2013-      | 2011-      | 2005-2010 |           |
| Tipo (2016)            | 2016                 |                   |           |           |                 |                   | 2016-      |            |           |           |
| Uno (2010)             | 2010                 |                   | 2010-     |           | 2010-           |                   |            |            |           |           |
| Uno Cargo (2013)       | 2013                 |                   |           |           | 2013-           |                   |            |            |           |           |

## Línea de tiempo

### Motorizaciones
| Motor             | 2002 | 2003 | 2004 | 2005 | 2006 | 2007 | 2008 | 2009 | 2010 | 2011 | 2012 | 2013 | 2014 |
| ----------------- | ---- | ---- | ---- | ---- | ---- | ---- | ---- | ---- | ---- | ---- | ---- | ---- | ---- |
| 1.3 FIRE          |      |      |      |      |      |      |      |      |      |      |      |      |      |
| 1.8               |      |      |      |      |      |      |      |      |      |      |      |      |      |
| 1.0 FIRE          |      |      |      |      |      |      |      |      |      |      |      |      |      |
| 1.4 FIRE          |      |      |      |      |      |      |      |      |      |      |      |      |      |
| 1.9               |      |      |      |      |      |      |      |      |      |      |      |      |      |
| 1.6 E.torQ        |      |      |      |      |      |      |      |      |      |      |      |      |      |
| 1.8 E.torQ        |      |      |      |      |      |      |      |      |      |      |      |      |      |
| 1.4 FIRE MultiAir |      |      |      |      |      |      |      |      |      |      |      |      |      |

### Automóviles
| Automóil               | 2002 | 2003 | 2004 | 2005 | 2006 | 2007 | 2008 | 2009 | 2010 | 2011 | 2012 | 2013 | 2014 |
| ---------------------- | ---- | ---- | ---- | ---- | ---- | ---- | ---- | ---- | ---- | ---- | ---- | ---- | ---- |
| Palio                  |      |      |      |      |      |      |      |      |      |      |      |      |      |
| Palio Weekend          |      |      |      |      |      |      |      |      |      |      |      |      |      |
| Mille                  |      |      |      |      |      |      |      |      |      |      |      |      |      |
| Siena                  |      |      |      |      |      |      |      |      |      |      |      |      |      |
| Strada                 |      |      |      |      |      |      |      |      |      |      |      |      |      |
| Stilo                  |      |      |      |      |      |      |      |      |      |      |      |      |      |
| Idea                   |      |      |      |      |      |      |      |      |      |      |      |      |      |
| Fiorino (1988)         |      |      |      |      |      |      |      |      |      |      |      |      |      |
| Mille Cargo            |      |      |      |      |      |      |      |      |      |      |      |      |      |
| Doblò                  |      |      |      |      |      |      |      |      |      |      |      |      |      |
| Linea                  |      |      |      |      |      |      |      |      |      |      |      |      |      |
| Grande Punto Punto EVO |      |      |      |      |      |      |      |      |      |      |      |      |      |
| Uno (2010)             |      |      |      |      |      |      |      |      |      |      |      |      |      |
| 500 (2007)             |      |      |      |      |      |      |      |      |      |      |      |      |      |
| Bravo (2007)           |      |      |      |      |      |      |      |      |      |      |      |      |      |
| Palio (2011)           |      |      |      |      |      |      |      |      |      |      |      |      |      |
| Grand Siena            |      |      |      |      |      |      |      |      |      |      |      |      |      |
| Fiorino (2013)         |      |      |      |      |      |      |      |      |      |      |      |      |      |
| Uno Cargo (2013)       |      |      |      |      |      |      |      |      |      |      |      |      |      |

## Premios
- 2006 - Premio a la innovación tecnológica en la Michelin Challenge Bibendum de 2006.[32][33]

- 2006 - Premio PACE de Automotive News en la categoría de producto.[32][34]